# Andreï Roubanov
 (octobre 2012).
Si vous disposez d'ouvrages ou d'articles de référence ou si vous connaissez des sites web de qualité traitant du thème abordé ici, merci de compléter l'article en donnant les références utiles à sa vérifiabilité et en les liant à la section « Notes et références ».
Œuvres principales
- Plantez et ça va pousser (2005)
- Grand rêve (2007)
- La Vie est belle (2008)
- Prépare-toi à la guerre ! (2009)
- Chlorophylle (2009)
- Terre vivante (2010)
- Iode (2010)
- Psycho-agent (2011)
- Les Dieux des dieux (2011)

Andreï Viktorovitch Roubanov (en russe : Андре́й Ви́кторович Руба́нов), né le 25 juillet 1969 dans le village d'Ouzounovo, au sud-est de la région de Moscou, est un journaliste, homme d'affaires et écrivain russe. 

## Biographie
Il a grandi à la campagne dans une famille qui appartenait à l’Intelligentsia russe. Ses parents ont ensuite déménagé à Elektrostal, une ville située à l’est de la région de Moscou. Après avoir fait son service militaire dans les forces aériennes, il a entamé des études de journalisme à l'université d'État de Moscou, la MGU. Une fois diplômé, il a travaillé pour un journal à grand tirage. D’autres professions s’ajoutent à son CV : chauffeur, garde du corps, ouvrier du bâtiment et homme d’affaires. En 1996, il a été condamné pour détournement de fonds publics. Cette condamnation découle du fait qu’une des sommes dont il a eu la charge avait été volée au budget russe et était liée au financement de la république de Tchétchénie[réf. nécessaire]. Il a été reconnu non coupable de vol d’argent public, mais coupable de fraude fiscale. Ça lui a valu trois ans d’emprisonnement dans les cachots de Lefortovo puis de la prison du Silence des matelots à Moscou. Après sa sortie de prison, il a travaillé en Tchétchénie en tant que secrétaire de presse du représentant plénipotentiaire adjoint du président de la fédération de Russie en République tchétchène. En 2001, il a quitté la Tchétchénie de crainte de subir le même sort que les Russes tués dans cette république. Il a rejoint Moscou et il a repris ses fonctions d’homme d’affaires. Il s’occupe cette fois de la vente d’équipements industriels. 
La littérature a toujours été son dada. Étant jeune, il a publié plusieurs récits dans des journaux. Il a sorti son premier roman en 2005 intitulé Plantez et ça va pousser dans lequel il dresse la biographie d’un banquier impliqué dans des affaires frauduleuses. Depuis lors, sa plume n’arrête pas de couler et il ne se limite pas à un seul et unique genre littéraire. Ses livres lui font jouir d’une renommée mondiale et la plupart sont traduits en français[réf. nécessaire]. Son dernier récit Do time, get time décrit l’univers de la prison Silence des matelots dans les années 1990.

## Œuvres littéraires
- Plantez et ça va pousser (2005)
- Grand rêve (2007)
- La Vie est belle (2008), publié en 2013 chez Ombres Noires sous le titre Ciel orange
- Prépare-toi à la guerre ! (2009)
- Chlorophylle (2009)
- Terre vivante (2010)
- Iode (2010)
- Psycho-agent (2011)
- Les Dieux des dieux (2011)
- Ciel orange (Éditions Ombres noires)  (ISBN 9782081277670), dont la traduction par Yves Gauthier remporte une Mention spéciale au Prix Russophonie 2014.